# Hápax (revista)
Hápax es el título de una revista española con ISSN 1988-9127 destinada a tratar temas relacionados con el campo de la Literatura y la Lingüística. Es una publicación anual de carácter gratuito y descargable en formato PDF.
Fue fundada por miembros de la Sociedad de Estudios de Lengua y Literatura (SELL) en el año 2008. El 25 de abril del mismo año fue presentada en el Aula Minor de la Facultad de Filología de la Universidad de Salamanca, si bien su primer número vio la luz un día después, el 26 de abril, coincidiendo con la festividad de San Isidoro de Sevilla, patrón de Filosofía y Letras.
La revista se publica en diferentes lenguas, no condicionando de este modo a los diferentes colaboradores. Los editoriales, no obstante, se encuentran redactados en
castellano o español, que es la lengua de uso en las comunicaciones de la SELL.
Desde 2011 edita un anejo, Anejos de Hápax (ISSN 2255-0518), destinado a monografías.